# スターリング航空
スターリング航空（Sterling Airlines）はデンマークの首都コペンハーゲンをベースとするアイスランド資本の格安航空会社であった。

## 概要

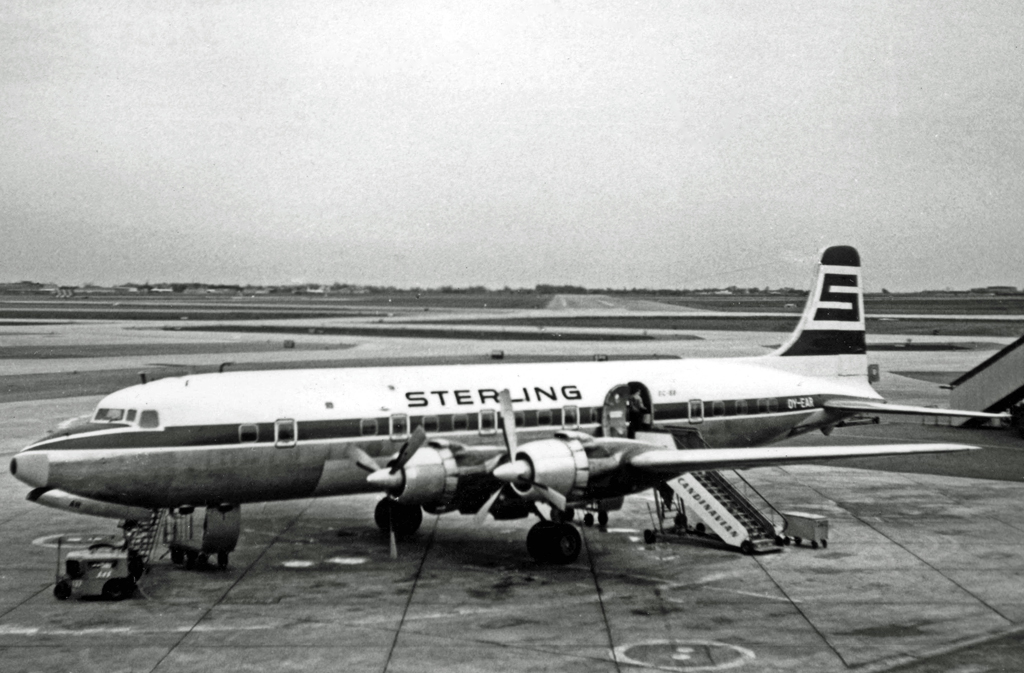
DC-6

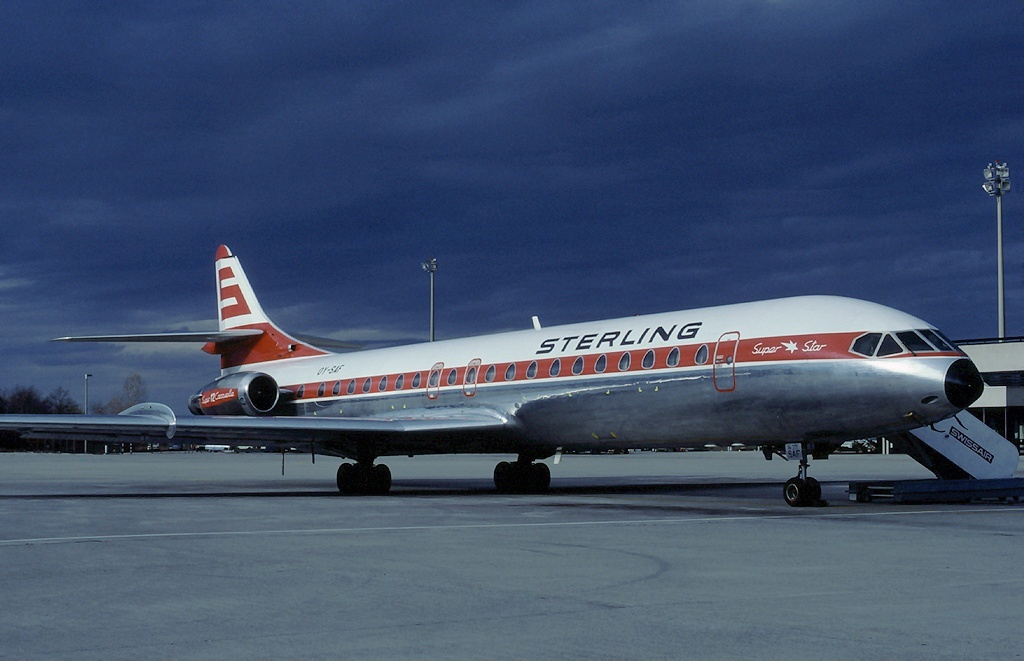
シュド カラベル

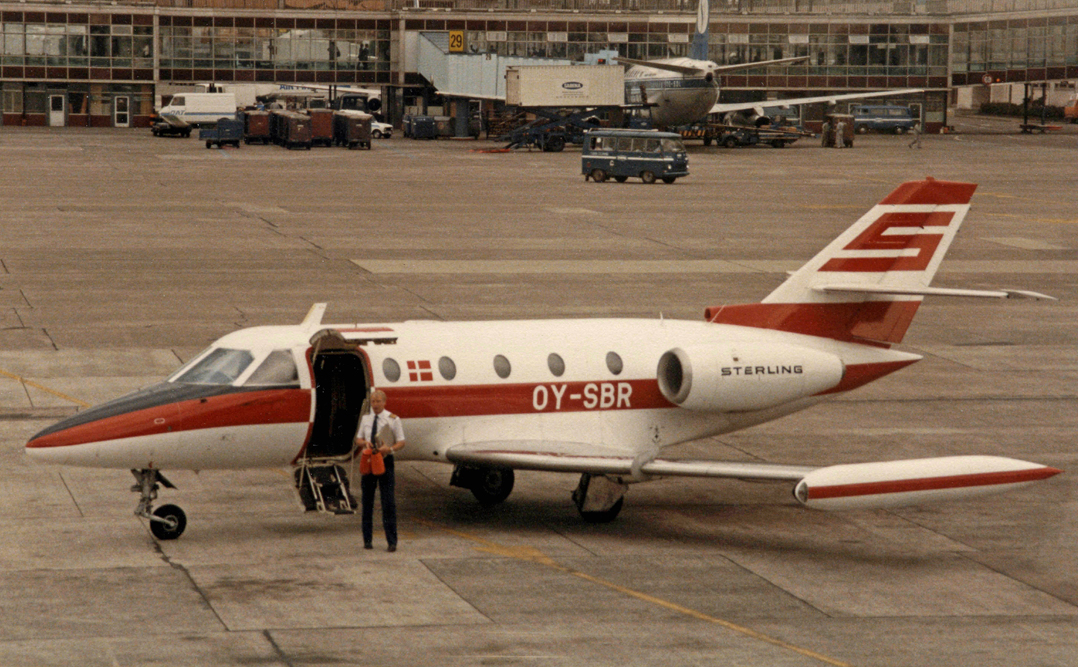
アエロスパシアル・コルバット

デンマーク系であったスターリング・ヨーロッパ航空とマースク航空の合併で2005年誕生、現在はアイスランド系の会社が所有中。
2007年現在、1,600人の従業員と29機の航空機を有する。コペンハーゲン、オスロ、ストックホルムを中心にして欧州40都市に就航している。
しかし2008年10月、アイスランドの金融危機で破産手続きを開始した。

## 保有機材
- ボーイング737-500  6機
- ボーイング737-700 13機
- ボーイング737-800 10機